# Basly
Basly (baliⓘ) – miejscowość i gmina we Francji, w regionie Normandia, w departamencie Calvados.
Według danych na rok 1990 gminę zamieszkiwały 633 osoby, a gęstość zaludnienia wynosiła 161 osób/km² (wśród 1815 gmin Dolnej Normandii Basly plasuje się na 354. miejscu pod względem liczby ludności, natomiast pod względem powierzchni na miejscu 972.).